# Charles Paulet, 1.º Duque de Bolton

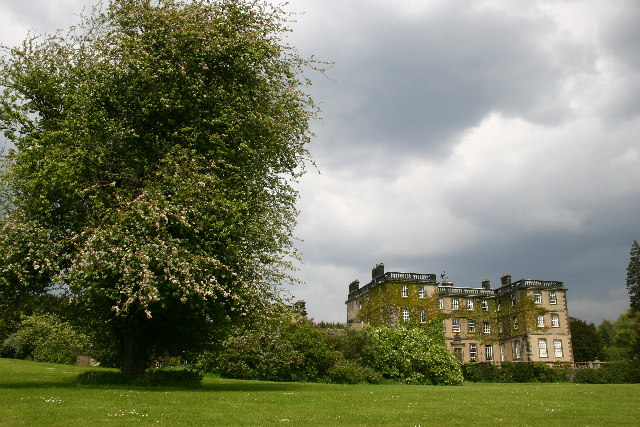
Bolton Hall, North Yorkshire, reconstruído após um incêndio em 1902

Charles Paulet, 1.º Duque de Bolton ( c. 1630  – 27 de fevereiro de 1699) foi um político inglês que representou Winchester e Hampshire na Câmara dos Comuns da Inglaterra de 1660 a 1675. Ele era filho de John Paulet, 5.º Marquês de Winchester, e sua primeira esposa, Jane Savage. 

## Carreira
Paulet sucedeu seu pai como o sexto Marquês de Winchester em 1675. Ele foi deputado por Winchester em 1660 e depois por Hampshire de 1661 a 5 de março de 1675.  Antes de sua sucessão ao Marquesado, ele foi denominado Lorde St John. 
Ocupou os seguintes cargos: 
- Freeman, Winchester, junho de 1660, Hartlepool, 1670
- Juiz de Paz Hampshire julho de 1660-?d. , Yorkshire (North Riding) 1664-?85, Surrey, Middlesex e Westminster 1671-?80, (East Riding) por 1680-85
- Comissário de avaliação, Hampshire, agosto de 1660–75, N. Riding, 1663–75, West e East Ridings e Condado de Durham, 1673-5
- Comissário para oficiais leais e indigentes, Hampshire 1662
- Lorde Tenente Hampshire 1667–76, 1689-1699;
- Guardião da Nova Floresta 1668-76, 1689-1699
- Alto Administrador, Winchester 1669-84
- Custos rotulorum Hampshire 1670–6, 1689-1699
- Guardião da Loja do Rei, Petersham 1671-?76
- Comissário para recusantes, Hampshire 1675
- Coronel de um Regimento de Infantaria e Tropa de Cavalaria da Milícia de Hampshire entre 1697 e 1699 [3]
- Conselheiro Privado 22 de abril de 1679 – 1699
- Coronel de infantaria 1689-98

Tendo apoiado a reivindicação de Guilherme e Maria ao trono inglês em 1688, ele foi restaurado ao Conselho Privado e ao cargo de Lorde Tenente de Hampshire, e foi criado Duque de Bolton em 9 de abril de 1689.  Ele construiu Bolton Hall, North Yorkshire em 1678. 

## Personagem
Um homem excêntrico, hostil a Lord Halifax e depois ao Duque de Marlborough, diz-se que ele viajou durante 1687 com quatro carruagens e 100 cavaleiros, dormindo durante o dia e dando entretenimento à noite. Sua adesão na vida adulta à Igreja da Inglaterra foi descrita como um grande golpe para a comunidade católica romana: seu pai (com quem seu relacionamento nunca foi bom) professou abertamente a fé católica e usou sua riqueza e influência para proteger os católicos de Hampshire. 
Em 1666, ele se escondeu brevemente após se envolver em uma briga pública no Westminster Hall com Sir Andrew Henley, 1.º Baronete. Eles lutaram diante do Tribunal de Apelações Comuns e, portanto, foram culpados de desacato coram rege. Com o tempo, ambos os homens receberam um perdão real . Paulet, que admitiu ter dado o primeiro golpe, explicou que estava "extasiado" no momento. A causa precisa da briga é desconhecida. Samuel Pepys, que registrou o incidente no grande Diário, observou que foi uma pena que Henley tenha retaliado, pois, de outra forma, os juízes poderiam ter lidado com Paulet, de quem Pepys tinha uma opinião ruim, como ele merecia.  Apesar de seus defeitos, seu charme e afabilidade lhe renderam inúmeros amigos.

## Casamento e problemas
Charles Paulet casou-se duas vezes:

### Primeiro casamento
Ele se casou como sua primeira esposa, em 28 de fevereiro de 1652, com Christian (13 de dezembro de 1633 - 22 de maio de 1653), filha de John Frescheville, 1.º Barão Frescheville de Staveley, Derbyshire e Sarah Harrington, e com ela teve um filho: 
- Paulet desconhecido, nascido em maio de 1653, falecido em maio de 1653

Christian, Lady St. John, morreu em 22 de maio de 1653 no parto e foi enterrada com seu filho em Staveley, Derbyshire. 

### Segundo casamento
Ele se casou como sua segunda esposa, em 12 de fevereiro de 1655, em St. Dionis Backchurch, Londres, com Mary (falecida em 1º de novembro de 1680), filha ilegítima de Emanuel Scrope, 1.º conde de Sunderland, viúva de Henry Carey, Lord Leppington, e por ela teve filhos:   
- Jane Paulet, c.1656–23 de maio de 1716, casou-se em 2 de abril de 1673 com John Egerton, 3.º conde de Bridgwater
- Mary Paulet, que se casou com Tobias Jenkins
- Charles Paulet, 2.º Duque de Bolton, 1661–1722
- William Paulet, c.1663/7–

Mary, Lady Paulet morreu em 1 de novembro de 1680, em Moulins, Allier, França, e foi enterrada em 12 de novembro de 1680, em Wensley, Yorkshire. 

## Morte
Charles Paulet morreu repentinamente em Amport em 27 de fevereiro de 1699, aos 68 anos, e foi enterrado em 23 de março em Basing, Hampshire.  